# Trachée
Pour les articles homonymes, voir  trachée.
En anatomie, la trachée (du grec τραχύς / trakhús, au féminin τραχεῖα / trakheīa, « rude, raboteuse ») est un conduit constitué de tissu fibreux et cartilagineux reliant le larynx en haut aux bronches principales gauche et droite en bas. Appartenant à l'appareil respiratoire, elle permet de conduire l'air entre ces structures.

## Chez l'humain

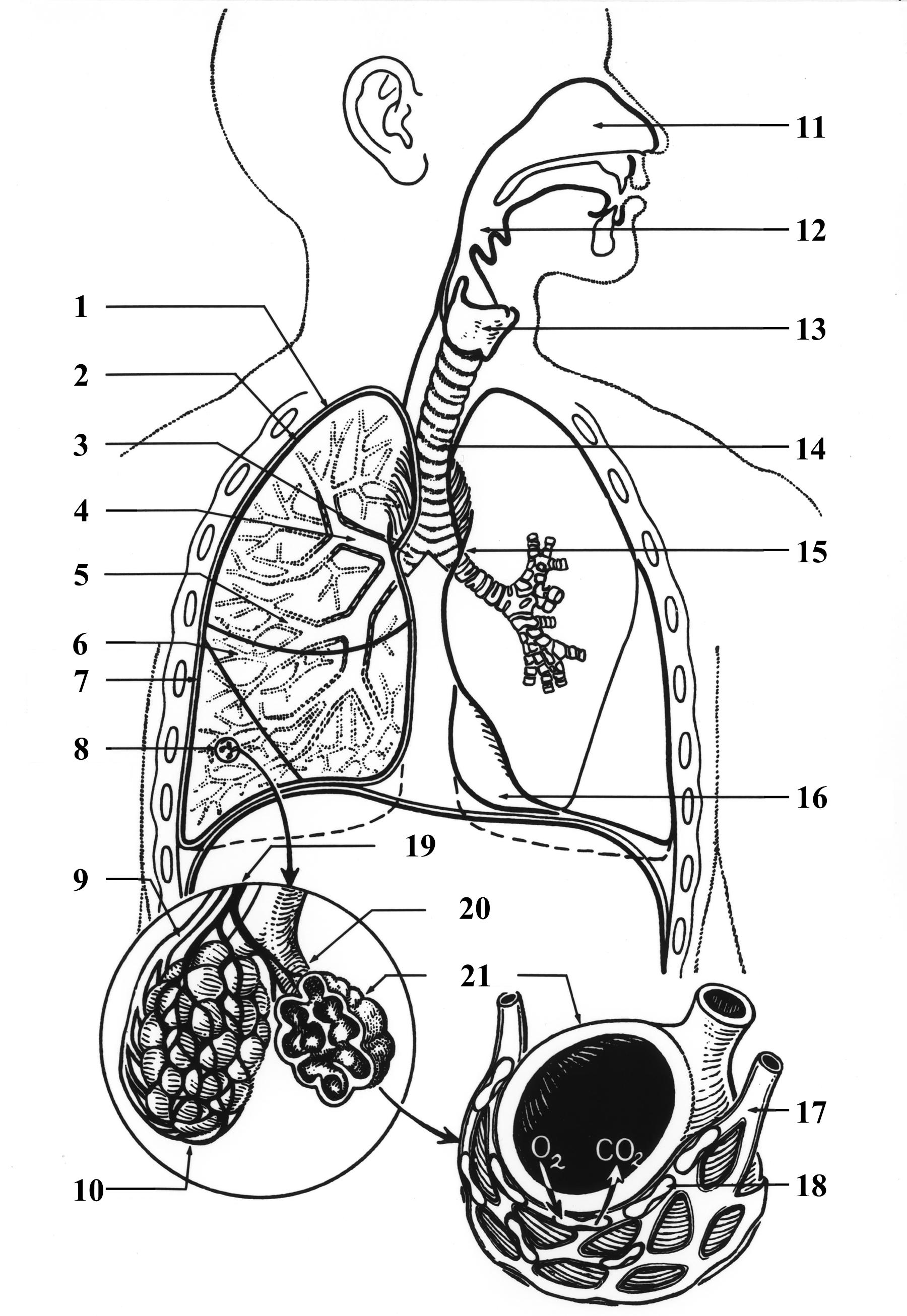
Système respiratoire humain : 1 Plèvre pariétale - 2 Plèvre viscérale - 3 Bronche primaire - 4 Bronches secondaires - 5 Bronches tertiaires - 6 Bronchiole - 7 Espace pleural - 8 Bronchiole terminale - 9 Veine pulmonaire - 10 Sac alvéolaire - 11 Cavité nasale - 12 Pharynx - 13 Larynx - 14 Trachée - 15 Hile - 16 Surface médiastinale - 17 Capillaire - 18 Globule rouge - 19 Artère pulmonaire - 20 Conduit alvéolaire - 21 Alvéole.

La trachée est le conduit élastique fibro-cartilagineux reliant le larynx aux bronches. Elle permet, lors de la respiration, de conduire l'air depuis le larynx vers les bronches pendant l'inspiration, et inversement pendant l'expiration.

### Anatomie

#### Anatomie topographique
La trachée naît dans le cou au niveau de la sixième vertèbre cervicale et fait suite au larynx. Elle plonge ensuite dans le thorax où elle chemine dans le médiastin (à l'arrière du sternum et entre les poumons) avant de se diviser en bronches principale droite et gauche. La bifurcation trachéale est appelée « carène trachéale». Celle-ci s'opère en regard du disque intervertébral entre T4 et T5. Elle chemine à l'avant de l'œsophage, avec qui elle partage sa micro-vascularisation.
La trachée mesure entre 120 et 150 mm de long pour 14  à   15 mm de diamètre. Elle comporte de 16 à 20 éléments cartilages en forme de fer à cheval, placés horizontalement et dont la partie ouverte regarde en arrière (cela permet à l’œsophage de se dilater/déformer pour faire passer le bol alimentaire). Ces éléments sont superposés, et séparés par du tissu fibreux. Ils forment les parois antérieure et latérales de la trachée. La paroi postérieure est une fine membrane musculaire lisse.

#### Vascularisation
La vascularisation artérielle, au niveau cervical, est issue des artères thyroïdiennes inférieures et, au niveau thoracique, de plusieurs rameaux artériels variables (artères thymiques et bronchiques). Les artérioles forment des arcades circulant de part et d'autre de la trachée, au contact de l'angle postérieur de la cartilagineuse et de la membraneuse. Le sang veineux chemine par le plexus veineux thyroïdien inférieur. La lymphe se draine par des nœuds lymphatiques trachéaux.

### Histologie
La trachée est divisée en trois parties : la muqueuse, la sous-muqueuse et l'adventice.
La muqueuse comprend un épithélium pseudo-stratifié cilié constitué de cellules ciliées, de cellules caliciformes mucosécrétantes et de cellules souches dites basales servant au renouvellement de l'épithélium. On retrouve également quelques cellules neuro-endocrines produisant des hormones influençant l'état de contraction des muscles, mais elles sont essentiellement présentes dans les bronches. On y trouve également un chorion conjonctif.
La sous-muqueuse est un tissu conjonctif peu distinct de celui du chorion de la muqueuse, on y trouve des glandes acineuses à sécrétion séro-muqueuses (certaines avec des prédispositions muqueuses, d'autres séreuses).
Alors que l'adventice est de nature conjonctive, renfermant du tissu adipeux, des vaisseaux sanguins et des nerfs.

### Embryologie
Durant l'embryogenèse, la trachée se forme à partir du début de la quatrième semaine, lorsqu'apparaît un sillon à la face antérieure de l'intestin primitif. Ce sillon est tapissé d'un revêtement appelé endoderme, qui donnera la muqueuse respiratoire. Ensuite, le sillon s'agrandit et forme une poche, le diverticule respiratoire laryngotrachéal. À son extrémité se développera le bourgeon pulmonaire. À la fin de la quatrième semaine, le diverticule respiratoire se sépare de l'intestin primitif par les replis œsotrachéaux. Ceux-ci vont fusionner entre eux pour donner le septum trachéo-œsophagien, qui sépare la trachée, à l'avant, de l'œsophage, à l'arrière. Les anneaux cartilagineux se développent à partir de la dixième semaine.

### Pathologie
La trachée peut être le siège de pathologies à retentissement respiratoire aigu, le plus souvent du fait d'un traumatisme ou de la présence d'un corps étranger. Elle peut être aussi le siège de pathologie congénitale, infectieuse, inflammatoire (trachéite) ou cancéreuse. Plusieurs de ces pathologies peuvent entraîner une trachéomalacie ou une sténose trachéale.

#### Traitement spécifique
La trachéotomie est une technique qui permet de ventiler un patient en shuntant la partie supérieure de l'appareil respiratoire.
En chirurgie, plusieurs équipes internationales (notamment d'après la technique du Pr Paolo Maccharini, à Barceleone, puis à Stockholm) ont produit une trachée artificielle autologue (greffe construite à partir des cellules du patient, et donc sans risque de rejet). De la peau et des fragments de cartilage costal ont été prélevés sur le patient, puis ces fragments ont été insérés entre la peau et un tube siliconé garantissant une rigidité à l'ensemble. Ces éléments ont été ensuite suturés.

## Chez les arthropodes

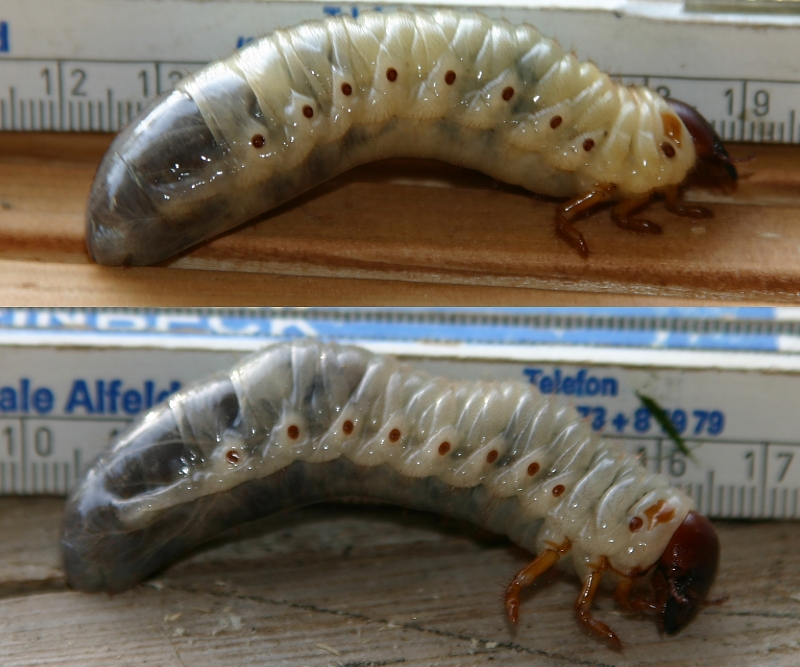
Chez cette larve de Scarabée rhinocéros, la cuticule très fine à l'extrémité de l'abdomen laisse deviner un fin réseau blanc constitué des trachées et trachéoles.

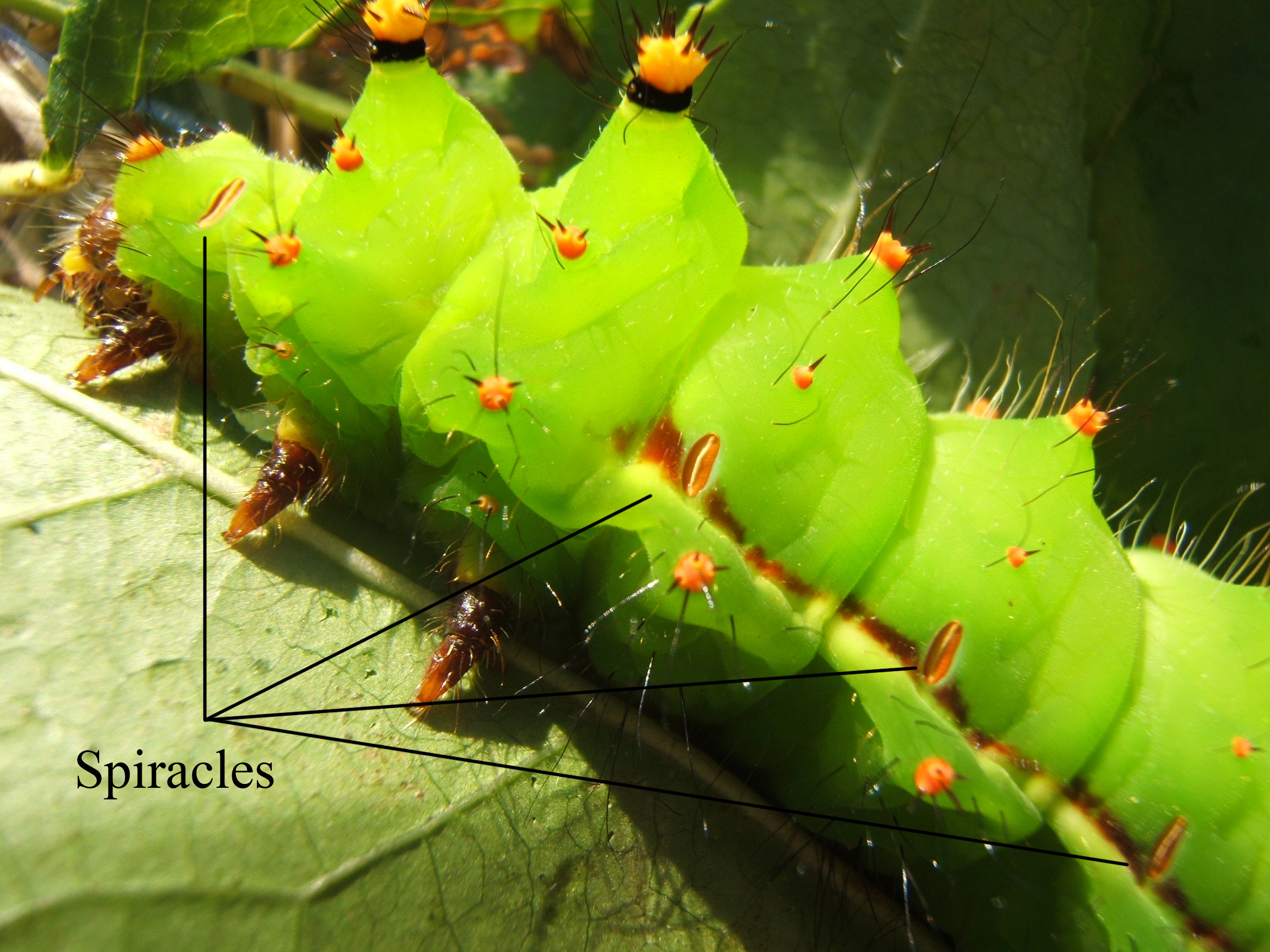
Indication de quelques spiracles sur le corps d'une chenille de l'espèce Actias selene.

Le système respiratoire des arthropodes terrestres est un réseau ouvert de stigmates, de trachées et de trachéoles qui assure le transfert des gaz métaboliques vers les tissus. Les stigmates des arthropodes sont appelés spiracles.
La distribution des stigmates varie énormément d’un ordre d’insecte à l’autre, mais en général chaque segment du corps de l’animal ne comporte qu’une paire de stigmates, qui communique à une poche (atrium) suivie d’un tube trachéal relativement grand. Ces trachées sont des invaginations de l’exosquelette cuticulaire qui desservent tout le corps de l’insecte par des anastomoses dont le diamètre va de quelques micromètres à 0,8 mm. Les trachéoles, qui sont des conduits plus petits, pénètrent à l’intérieur des cellules et constituent autant de sites de diffusion pour l’eau, l’oxygène, et le gaz carbonique. La circulation des gaz à travers ce système respiratoire est assurée par contraction ou diffusion passive. Contrairement au sang des vertébrés, l’hémolymphe des insectes ne transporte généralement pas d’oxygène : c'est d’ailleurs l’un des facteurs qui limite leur taille.
La cuticule d’un tube trachéal comporte des renflements ou épaississements localisés dits tænidia. Ces épaississements peuvent être courbes ou hélicoïdaux. Les trachées peuvent aussi communiquer avec des vésicules où l’air est stocké (dans la tête, le thorax, ou l’abdomen). Plusieurs variétés d’insectes, comme les sauterelles et les abeilles, peuvent par remplissage des vésicules d'air de leur abdomen, contrôler le débit d’air à travers leur corps. Chez certains insectes aquatiques, les trachées reçoivent le gaz directement depuis la surface du corps, via des espèces de branchies. Quoiqu'elles soient des organes internes, les trachées des arthropodes sont elles aussi renouvelées lors de la mue (ecdysis).
Certains cloportes ont développé une pseudo-trachée, les corpora allata : il s'agit d'un ensemble de conduits amenant, avec l’air ambiant, de l’oxygène qui sera dissous dans leur hémolymphe ; on trouve un système similaire chez certaines espèces de chenilles.

## Articles Connexes
- Bronche
- Poumon
- Plèvre